# Dyavasandra, Gauribidanur
Dyavasandra là một làng thuộc tehsil Gauribidanur, huyện Kolar, bang Karnataka, Ấn Độ.